# Hoje (álbum de Taiguara)
| Críticas profissionais | Críticas profissionais |
| Avaliações da crítica  | Avaliações da crítica  |
| Fonte                  | Avaliação              |
| ---------------------- | ---------------------- |
| All Music              | [ 1 ]                  |

Hoje é o título do quinto álbum de estúdio do cantor, compositor e instrumentista brasileiro Taiguara, lançado no formato LP em 1969 no Brasil. A faixa "Valsa Da Primavera (La valse des lilas)" é o único trabalho "sobrevivente" de Taiguara com o produtor francês Michel Legrand, uma vez que o álbum de 1973, Let The Children Hear The Music, feito em parceira com Legrand, foi censurado no exterior e nunca lançado. As fitas originais não foram recuperadas até a presente data.
Hoje foi relançado no ano de 2004 na forma de CD, pela gravadora EMI.

## Faixas
| Lado A |                                           |                                                                  |         |  |
| N.º    | Título                                    | Compositor(es)                                                   | Duração |  |
| 1.     | "Hoje"                                    | Taiguara                                                         | 3:01    |  |
| 2.     | "Fim de Caso"                             | Dolores Duran                                                    | 3:09    |  |
| 3.     | "Mônica, Mônica"                          | Esther Bessa, Ivan Botticelli                                    | 2:41    |  |
| 4.     | "Valsa Da Primavera (La valse des lilas)" | Eddie Barclay, Eddy Marnay, Michel Legrand (Arranjo de Taiguara) | 2:33    |  |
| 5.     | "Castigo"                                 | Dolores Duran                                                    | 2:11    |  |
| 6.     | "Serenata do Adeus"                       | Vinicius de Moraes                                               | 2:44    |  |

| Lado B |                                                  |                                                     |         |  |
| N.º    | Título                                           | Compositor(es)                                      | Duração |  |
| 7.     | "Esquecendo Você"                                | Antonio Carlos Jobim                                | 3:14    |  |
| 8.     | "Carabina/Voltei, Recife/Atrás Do Trio Elétrico" | Caetano Veloso, Luiz Bandeira                       | 1:20    |  |
| 9.     | "Vim"                                            | Eduardo Souto Neto, Sergio Bittencourt              | 2:17    |  |
| 10.    | "Tarde"                                          | Marcio Borges, Milton Nascimento                    | 2:13    |  |
| 11.    | "Tributo A Jacó Do Bandolim"                     | Taiguara                                            | 1:38    |  |
| 12.    | "Frevo Novo"                                     | Marcos Valle, Novelli, Paulo Sérgio Valle, Taiguara | 2:03    |  |
| 13.    | "Nada Sei de Eterno"                             | Aldir Blanc, Silvio da Silva Jr.                    | 3:03    |  |

## Ficha Técnica

### Músicos
- Taiguara - voz, violão, piano nas faixas 1 e 7
- Maestro Paulo Moura - arranjos de orquestra
- Quarteto Forma - faixas 3 e 13

## Ligações Externas
- Hoje no sítio Discogs.
- Hoje no sítio Immub.